# Водолей
Водоле́й (болг. Водолей) — село у Великотирновській області Болгарії. Входить до складу общини Велико-Тирново.

## Населення
За даними перепису населення 2011 року у селі проживали 696 осіб.
Національний склад населення села:
| Національність   | Кількість осіб | Відсоток |
| ---------------- | -------------- | -------- |
| болгари          | 296            | 48,6%    |
| цигани           | 248            | 40,7%    |
| турки            | 58             | 9,5%     |
| Всього відповіли | 609            |          |

Розподіл населення за віком у 2011 році:
Динаміка населення: